# Tetracladina
De Tetracladina vormen een orde binnen de klasse der Demospongiae (gewone sponzen) en bevat ongeveer 24 soorten in de familie der Discodermiidae. De meeste families zijn reeds uitgestorven.

## Taxonomie
- Familie Discodermiidae

## Uitgestorven families
- Astrocladiidae
- Aulaxiniidae
- Chenendoporidae
- Hallirhoidae
- Jereidae
- Plinthosellidae